# Hieronymus Münzer
Hieronymus Münzer o Monetarius (Feldkirch, Austria, 1437 o 47-Núremberg, Alemania, 27 de agosto de 1508) fue un humanista, médico, geógrafo y cartógrafo alemán, conocido viajero y coautor de la Las Crónicas de Núremberg.

## Vida

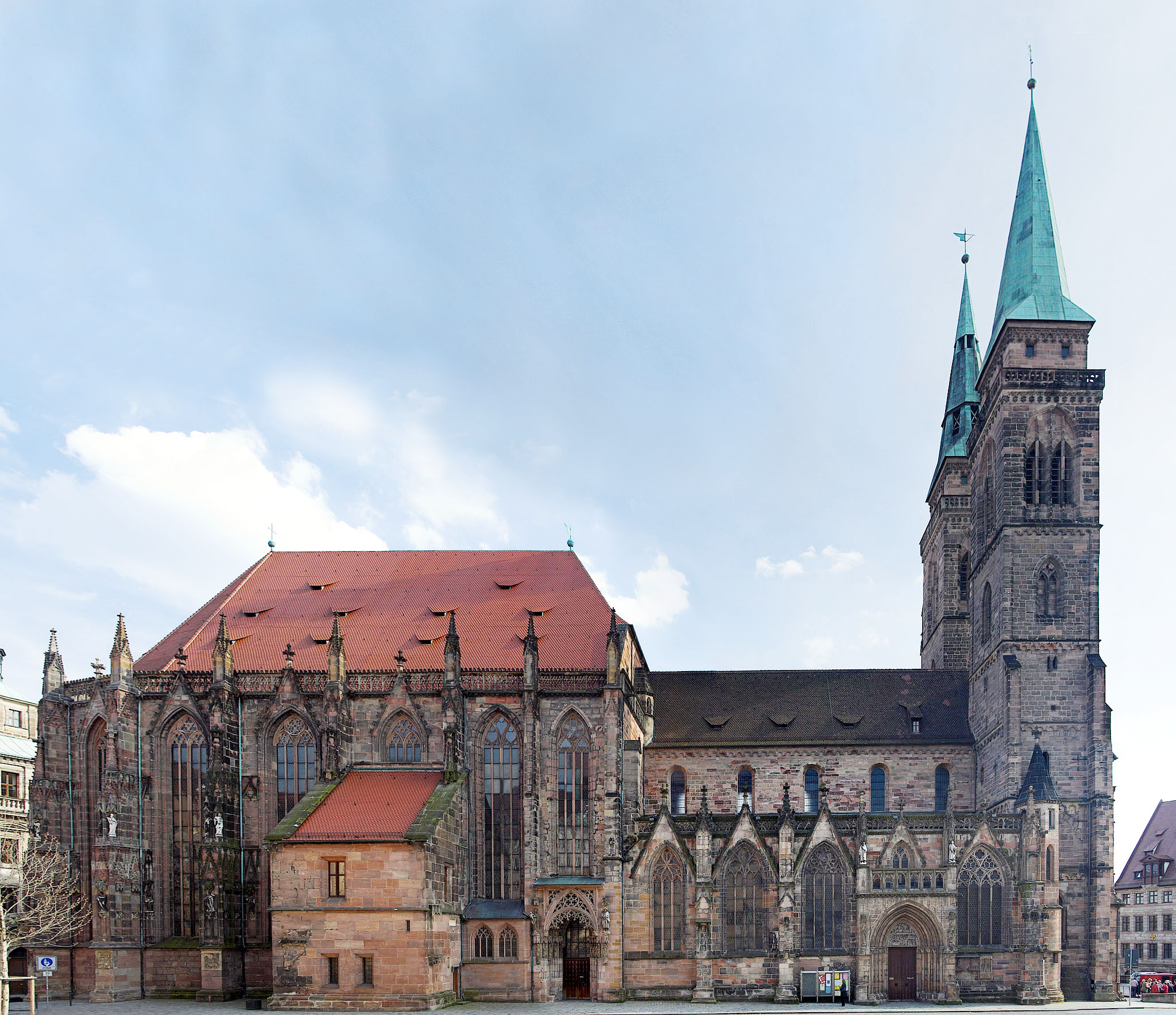
Fachada norte de la iglesia de San Sebaldo en Núremberg, donde se ubica la tumba de Hieronymus Münzer.

Nacido de Heinrich y Elisabeth Münzer en Feldkirch, Hieronymus estudió desde 1464 en la Universidad de Leipzig donde consiguió seis años más tarde el título de Magister Artium comenzando así la actividad docente. Al mismo tiempo realizó estudios de medicina hasta 1476, año en que decidió trasladarse a Pavía para doctorarse en esta disciplina. Ya titulado, volvió a la ciudad de Núremberg en 1478 para ejercer allí como médico. En esta ciudad publicó en 1479 su estudio Libellus de natura vini ('Pequeño escrito sobre la naturaleza del vino') así como numerosos informes y peritajes médicos.
Pronto se convirtió en uno de los personajes más destacados del círculo intelectual de la ciudad dedicándose al estudio intensivo de la cosmografía y la astronomía. Como copropietario de un negocio junto con su hermano Ludwig (fallecido en 1518), acumuló una importante fortuna que invirtió en la formación de una gran biblioteca personal. 
En 1480 consiguió la ciudadanía de Núremberg y se casó el 3 de julio del mismo año con Dorothea Kieffhaber (fallecida en 1505); juntos tuvieron al menos dos hijos. Años después, un nieto de Münzer, el doctor Hieronymus Holzschuher, fue inmortalizado en un famoso retrato de Alberto Durero.
En 1483 viajó a Italia huyendo de una epidemia de peste que se aproximaba a Núremberg. Allí visitó las ciudades de Roma, Nápoles y Milán con el objetivo de conseguir varios libros para completar su biblioteca. En enero de 1484 regresó a Núremberg, aunque se sabe que ese mismo año visitó igualmente la región de Flandes.
En agosto de 1494, debido a una nueva peste, emprendió en un largo viaje por Europa occidental en compañía de dos jóvenes de Núremberg y del hijo de un comerciante de Augsburgo. Se dirigieron a la península Ibérica pasando por Suiza y Francia (Marsella, Arlés, Narbona). Visitó Barcelona, el monasterio de Montserrat y el de Poblet. Fue uno de los primeros viajeros cristianos en visitar la ciudad de Granada poco después de la conquista castellana. Munzer contempló la oración musulmana del viernes en la mezquita principal y cuenta que el conde Iñigo López de Mendonza, alcalde de la Alhambra, recibió a la manera morisca a los viajeros, a los que «hizo asentar sobre alfombras de seda y mandó hacer confituras y otras cosas». En Sevilla le impresionaron la Catedral y el Alcázar,y posiblemente fuese allí donde vio un grupo de indios llegados recientemente a España. Viajaron después a Portugal donde Münzer se reunió con el rey Juan II. En el transcurso de un banquete con el rey, recibió la noticia del éxito de la ruta portuguesa a las Indias. Santiago de Compostela naturalmente también formó parte de la ruta. De allí se dirigió al famoso monasterio de Guadalupe, que le impresionó, y de allí a Madrid donde se reunió con los Reyes Católicos y trabó amistad con Bernardo Boyl. Retornó vía Zaragoza, Toulouse, Poitiers, Tours, París, Abbeville, Brujas, Gante, Colonia, Maguncia; desde allí fue conducido a una dieta imperial en Worms, para finalmente llegar a Núremberg en abril de 1495 pasando por Fráncfort del Meno y Wurzburgo.
Münzer murió el 27 de agosto de 1508 dejando una enorme fortuna que se dedicó fundamentalmente a financiar la iglesia parroquial de Feldkirch. En esta iglesia se conserva parte de su biblioteca. Hoy puede verse su tumba dentro de la iglesia de San Sebaldo en la ciudad de Núremberg.

## Obra

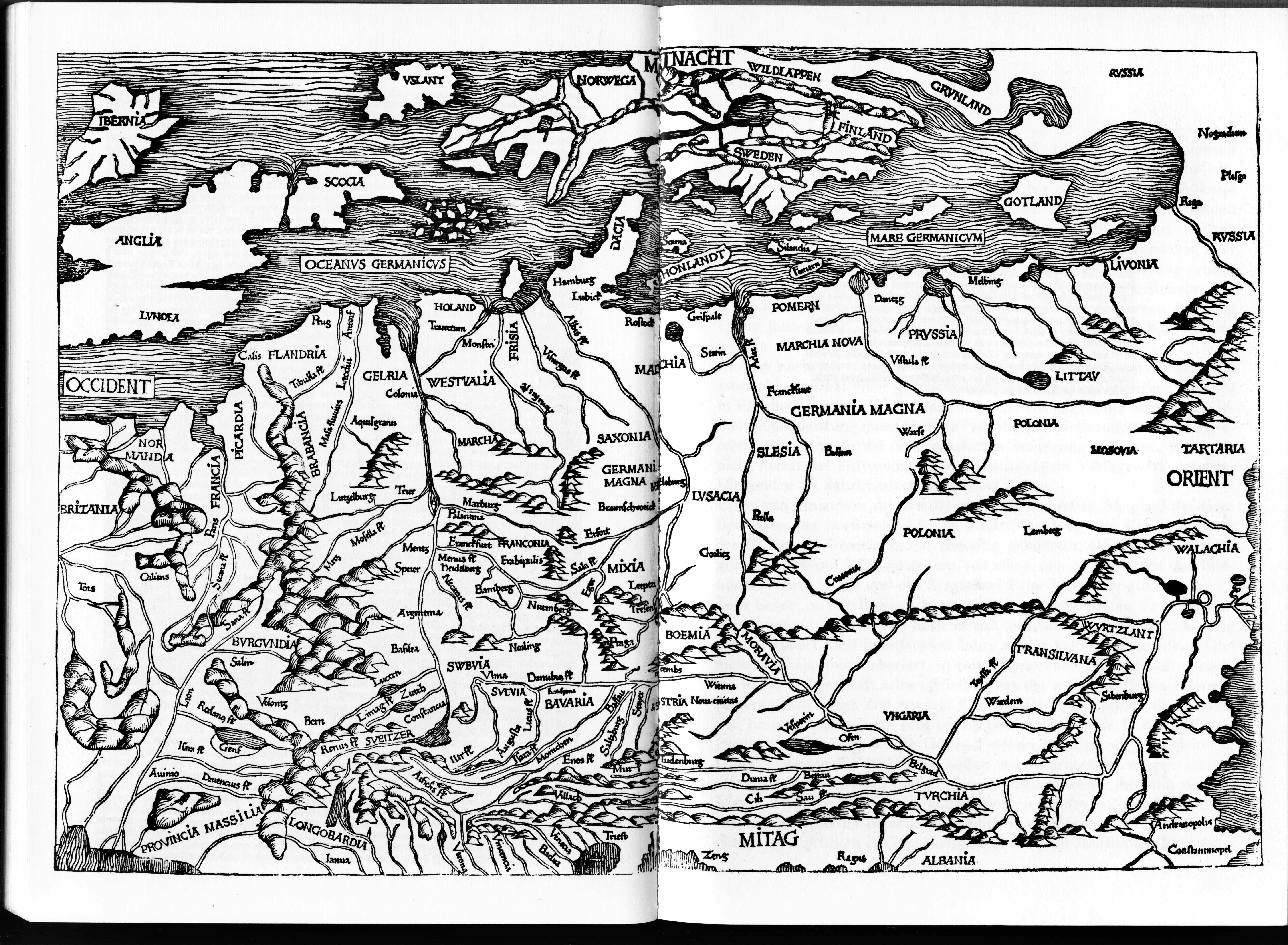
Mapa de Alemania según Las Crónicas de Núremberg, 1493.

Münzer era amigo del conocido geógrafo Hartmann Schedel (1440-1514) y junto con él editó Las Crónicas de Núremberg o Schedel Weltchronik en 1493, para la cual Münzer  realizó el que sería el primer mapa de Alemania en alcanzar gran difusión a través de la imprenta.
También tuvo un estrecho contacto con Martin Behaim, con el que colaboró en varios proyectos cartográficos incluyendo un globo terráqueo que se ha conservado hasta la actualidad.En julio de 1493 redactó una carta dirigida al rey de Portugal incitándole, en nombre del emperador Maximiliano, a buscar una ruta hacia Catay (China) navegando por el Atlántico.
Münzer relató su largo viaje de 1494-95 a la península Ibérica en el libro Itinerarium siue peregrinatio excellentissimi viri artium ac vtriusque medicine doctoris Hieronimi Monetarii de Feltkirchen ciuis Nurembergensis, escrito en su totalidad en latín. Del relato original sólo se conserva hoy una copia en un códice de Hartmann Schedel (Múnich, Biblioteca Estatal de Baviera, Clm 431, fol. 96-274v.), que permaneció inédita hasta 1920. El título deja claro que este humanista no solo hizo una peregrinación al uso de la época. El texto está plagado de descripciones de los lugares y países que visitó. Desde el siglo XX se han ido publicando traducciones de partes del libro a los respectivos idiomas de los países visitados (español, portugués...). También existen una edición íntegra comentada en latín y, desde 2020, una traducción íntegra comentada al alemán.
En 1507, poco antes de su muerte, redactó una obra autobiográfica que fue descubierta a principios del siglo XX.Parte de la biblioteca de Münzer se conservó en el castillo de Nikolsburg, incluyendo varios libros con anotaciones manuscritas suyas.
Otras obras de Münzer, como un Tratado sobre el descubrimiento de América o sus ensayos sobre astronomía, se han perdido, así como también su mapa original de Alemania, La carta de Alemania inferior, aunque una copia de esta fue impresa en las Crónicas de Núremberg.

## Obras escogidas
- Itinerarium siue peregrinatio excellentissimi viri artium ac vtriusque medicine doctoris Hieronimi Monetarii de Feltkirchen ciuis Nurembergensis (Reise 1494/95; fecha de publicación desconocida).
- De inventione Africae maritimae et occidentalis videlicet Geneae per Infantem Heinricum Portugalliae, ed. v. Friedrich Kunstmann: Hieronymus Münzer’s [sic!] Relato sobre el descubrimiento de Guinea, con introducción e ilustraciones. En: Abhandlungen der historischen Classe der königlich bayerischen Akademie der Wissenschaften, Bd. 7, Múnich 1855, S. 291-362 (Einleitung 291-347).